# Fritz Künkel
Pour les articles homonymes, voir Kunkel.
Fritz Künkel, né le 6 septembre 1889 à Landsberg-sur-la-Warthe, en province de Brandebourg, et mort en avril 1956 à Los Angeles, est un psychiatre américain d'origine allemande.

## Biographie
Né en Prusse dans une famille allemande, il fait ses études à l'université de Munich et de Berlin, puis s'installe comme neurologue et psychiatre à Berlin. Il était devenu un adepte des théories et des pratiques d'Alfred Adler et défendait une psychologie du nous qui s'opposait à celle d'un je à laquelle il assimilait le freudisme et la psychanalyse. Il a développé un corpus théorique important sur la caractérologie dont il est un des représentants à la suite de Kretschmer.
Il s'est engagé dans quelques-unes des idées du nazisme sans en adopter les positions antisémites. Son épouse est juive et ils ont trois enfants et il émigre aux États-Unis. Il avait été membre de "l'Institut allemand de recherche en psychologie et de psychothérapie" (Deutsches Institut für psychologische Forschung und Psychotherapie) devenu l'Institut Göring dans l'espoir de développer ses thèses sur le lien entre psychologie individuelle et collective.

## Publications
- Fritz Künkel, Psychologie van het ongeloof.
- Fritz Künkel et Ruth Kunkel, Die Grundbegriffe der Individualpsychologie, 1927.
- Fritz Künkel, Die Arbeit am Character. God helps those. Karaktervorming door zelfopvoeding, 1928.
- Fritz Künkel, Arbeit am Charakter, 1929.
- Fritz Künkel, Angewandte Charakterkunde, 1929-1935.
- Fritz Künkel, Angewandte Charakterkunde Einführung in die Characterkunde : Partie1, 1929.
- Fritz Künkel, Der kritische Punkt in der Charakterkunde, 1929.
- Fritz Künkel, Das Dumme Kind. Het domme kind, 1929.
- Fritz Künkel, Vitale Dialektik. Levend denken, 1929.
- Fritz Künkel, Jugendcharakterkunde. What It Means To Grow Up. Karakterkunde van de jeugd, 1930.
- Fritz Künkel, Grundzüge der Politischen Charakterkunde. Individu en gemeenschap, 1931.
- Fritz Künkel, Eine Angstneurose und Ihre Behandlung. Genezing van angst, 1931.
- Fritz Künkel, Charakter, Wachstum und Erziehung. Karakter, groei en opvoeding : Part 2, 1931.
- Fritz Künkel, Krisenbriefe. Crisisbrieven, 1932.
- Fritz Künkel, Charakter, Liebe und Eh : Part 3, 1932.
- Fritz Künkel, Charakter, Einzelmensch und Gruppe : Part 4, 1933.
- Fritz Künkel, Charakter, Leiden und Heilung : Part 5, 1934.
- Fritz Künkel, Charakter, Krisis und Weltanschauung, 2e bearbeitung von Vitale Dialektiek. : Part 6, 1935.
- Fritz Künkel, Grundzüge der praktischen Seelenheilkunde, 1935.
- Fritz Künkel et Elizabeth Kunkel, Die Erziehung Deiner Kinder, 1936.
- Fritz Künkel, Das Wir, 1939.
- Fritz Künkel et Roy Dickerson), How Character Develops, 1940.
- Fritz Künkel, Ringen um Reife, 1943.
- Fritz Künkel et Ruth Gardner, What Do You Advise?, 1946.
- Fritz Künkel, Creation Continues. Die Schöpfung geht weiter, 1947.
- Fritz Künkel, My Dear Ego, 1947.
- Fritz Künkel, Psychothérapie du caractère, Vitte/Animus & Anima, 1964 (ASIN B0045BVU7W)